# El Capillo
El Capillo är en ort i Mexiko.   Den ligger i kommunen Peribán och delstaten Michoacán de Ocampo, i den södra delen av landet, 300 km väster om huvudstaden Mexico City. El Capillo ligger 1 732 meter över havet och antalet invånare är 101.
Terrängen runt El Capillo är huvudsakligen kuperad, men åt sydost är den bergig. Runt El Capillo är det ganska tätbefolkat, med 54 invånare per kvadratkilometer. Närmaste större samhälle är Peribán de Ramos, 1,6 km nordväst om El Capillo. I omgivningarna runt El Capillo växer i huvudsak blandskog.